# ルイス・ジョンソン (ベーシスト)
ルイス・ジョンソン（Louis Johnson、1955年4月13日 - 2015年5月21日）は、アメリカ合衆国カリフォルニア州ロサンゼルス出身のミュージシャン。ザ・ブラザーズ・ジョンソンのメンバーとして、またセッションミュージシャンとして1970年代、1980年代の数々のヒットアルバム（世界一売れたアルバム『スリラー』もその1つ）に参加している。彼の特徴あるサウンドは、親指で低音弦を押さえたりミュートする事やレオ・フェンダーが彼のために作り出したミュージックマン・スティングレイとスラップ奏法及びスライドやハンマリング・オン、プリング・オフなど基本的技術と両手の工夫されたコンビネーションを用いる指弾きから生み出される。
彼は多くのアーティストのよく知られたレコードに参加している。マイケル・ジャクソンのアルバム『オフ・ザ・ウォール』、『スリラー』、『デンジャラス』そしてヒット曲「ビリー・ジーン」と「今夜はドント・ストップ」。ジョージ・ベンソンのアルバム『ギヴ・ミー・ザ・ナイト』にも参加している。また、ハーブ・アルパートの1979年のアルバム『ライズ』に参加した3人のベーシストの1人である。
彼は驚異のテクニックから「サンダー・サム（雷の親指）」（兄ジョージは「ライトニング・リックス（稲妻の殺しフレーズ）」と言われる）とあだ名された。スラップベーシストはあだ名が付けられることが多いが、ジョンソンはその先駆けである。彼の奏法はラリー・グラハムにより主流となり、この二人がスラップベースの始祖と言われ次世代であるマーカス・ミラーなどによって更に進化洗練される。
彼の特に卓越したスラップベースはスタンリー・クラークのアルバム『タイム・エクスポージャー』、グローヴァー・ワシントン・ジュニアの「ハイドラ (Hydra)」、ジョージ・デュークの『ガーディアン・オブ・ザ・ライト』、『シーフ・イン・ザ・ナイト』、ジェフリー・オズボーンの『ジェフリー・オズボーン』、『ステイ・ウィズ・ミー・トゥナイト』等で聴ける。
スラップのスタイルは掌を開いた状態（所謂じゃんけんのパー）でダイナミックに叩く。これはブラザースジョンソンの「ストンプ（Stomp）」などのプロモーションビデオで確認できる。同曲でのスラップソロはポリリズム的な卓越した演奏スタイルでどのように弾いてるのか？重ね録りなのか？様々な説がある。またマイケルジャクソンの出世作である『オフ・ザ・ウォール』（演奏家やR&Bファン層にとって一般ウケした『スリラー』よりも遥かに評価が高い）での「ゲット・オン・ザ・フロアー（Get On The Floor）」やクインシー・ジョーンズのアルバム『デュード（愛のコリーダ）』でアクティブベースであるミュージックマン・スティングレー（レオ・フェンダーによりピックアップなどを強化されている）の特長であるクリアな太い中高域音を生かしたダイナミックなプレイは当時のスラッパーに多大な影響を与えた。アール・クルーによるオーリアンズのカバー「ダンス・ウイズ・ミー」では同様の中高域で印象的なフィルインを聴かせる。また「キコ」ではラリーグラハム風とも言えるサム・プレイが聴ける。この曲ではプラッキングは一切使わず、右手親指でのスラッピングによるカウンター・ポイントと左手中指でのミュートテクニックによるカウンター・ポイントで、複雑でファンキーなベースラインを生み出している。このドラムのようなパーカッシヴなサウンドにベースの音を乗せるテクニックは「スラップ・チョーク」と呼ばれた。
彼のスタイルはプラッキングとサムピング、そして一般には独特なファンキーサウンドを特長的な中高域音で奏でるミュージックマン・スティングレイとの組み合わせにより生み出されたものとされるが、ブラザースジョンソンのアルバムをよく聴けばフェンダー・ジャズベースも多用されており必ずしもイメージと一致するものではない。
2015年5月21日に肝不全により死去。

## 競演
ルイス・ジョンソンは下記のアーティストのレコーディング、ライヴに参加している。
- アンドレ・クラウチ
- アンジェラ・ボフィル
- アニタ・ベイカー
- アレサ・フランクリン
- ビリー・プレストン
- ビル・ウィザース
- ビョーク
- ザ・カーペンターズ
- ザ・コントローラーズ
- ザ・クルセイダーズ
- デイヴ・グルーシン
- デヴィッド・ディッグス
- デニース・ウィリアムス
- ドナ・サマー
- ドン・トーマス
- アール・クルー
- ガボール・ザボ
- ジョージ・ベンソン
- ジーン・バン・バーレン
- ジョージ・デューク
- グローヴァー・ワシントン・ジュニア
- ハンナ・フライデンバーグ
- ハーヴィー・メイソン
- ハーブ・アルパート
- ハービー・ハンコック
- ヒロシマ
- アイリーン・キャラ
- ザ・ジャクソンズ
- ジェームス・イングラム
- ジェフリー・オズボーン
- ジョン・メレンキャンプ
- ケント・ジョーダン
- リー・リトナー
- レオン・ヘイウッド
- レスリー・ゴア
- 泉谷まこと
- マイケル・ジャクソン
- マイケル・マクドナルド
- ナタリー・コール
- パティ・オースティン
- ポール・マッカートニー
- ピーボ・ブライソン
- ペギー・リー
- ポインター・シスターズ
- クインシー・ジョーンズ
- ランディー・バダズ
- ルネ&アンジェラ
- ザ・リッツ
- ルーファス
- セルジオ・メンデス
- サイド・エフェクト
- シスター・スレッジ
- スタンリー・クラーク
- スティーヴィー・ニックス
- スティーヴィー・ワンダー
- スウィート・コンフォート・バンド
- テンプテーションズ
- 角松敏生
- ヴァニティ6
- 松任谷由実
- ザ・ブラザーズ・ジョンソン

## ソロ活動
| 年   | タイトル                             | 規格     | レーベル       | 備考                                      |
| ---- | ------------------------------------ | -------- | -------------- | ----------------------------------------- |
| 1981 | パッセージ                           | アルバム | A&M            |                                           |
| 1985 | キンキー/シーズ・バッド              | シングル | キャピトル     | ヨーロッパ限定ソロ・リリース              |
| 1985 | エヴォリューション                   | アルバム | キャピトル     | ヨーロッパ限定ソロ・リリース              |
| 1985 | スターリックス・マスター・セッション | ヴィデオ | スターリックス | 教則ヴィデオ。ハル・レコードよりDVDで再発 |